# Stazione di Geomam
Geomam (검암역 - 黔岩譯, Geomam-yeok ) è una stazione ferroviaria della linea AREX per l'aeroporto di Incheon situata nel quartiere di Seo-gu a Incheon, in Corea del Sud. Dal 30 giugno 2014  presso questa stazione fermano anche 6 coppie di treni KTX, dando quindi anche a Incheon una stazione per raggiungere in tempi rapidi le altre città coreane. Tuttavia dalla sospensione dei servizi KTX avvenuta nel 2018 le banchine adibite ad esso risultano attualmente inutilizzate.

## Linee
Korail
■ AREX (Codice: A07)
■ KTX (sospeso)
Metropolitana di Incheon
● Linea 2 (Codice: I207)

## Struttura
La stazione è realizzata da due fabbricati collegati, uno per la linea AREX, dove fermano anche i treni KTX, e uno per la linea 2 della metropolitana.

### Sezione AREX
La stazione è dotata di due marciapiedi a isola con quattro binari passanti. 
I due interni vengono utilizzati dai treni AREX, mentre i due esterni dai treni KTX e dagli espressi in transito.
| 1 | ■ Korea Train Express | per Incheon Aeroporto                         |
| 2 | ■ AREX                | per Unseo e Incheon Aeroporto                 |
| 3 | ■ AREX                | per Gyeyang, Gimpo Aeroporto, Gongdeok e Seul |
| 4 | ■ Korea Train Express | per Haengsin, Seul, Daejeon, Taegu e Pusan    |

### Stazione metropolitana
I binari della linea 2 della metropolitana di Incheon si trovano su viadotto, al quarto piano, con due marciapiedi laterali e due binari passanti, protetti da porte di banchina.
Al piano inferiore si trova il mezzanino, e al piano terra il corridoio di collegamento con la stazione AREX e le uscite.
| Dir. nord | ● Linea 2 | per Geondam Oryu            |
| Dir. sud  | ● Linea 2 | per Seongnam, Juan e Unyeon |

## Stazioni adiacenti
| «                    | Servizio   | »          |
| Linea AREX           | Linea AREX | Linea AREX |
| -------------------- | ---------- | ---------- |
| Gyeyang              | Locale     | Cheongna   |
| L'espresso non ferma |            |            |
| Korea Train Express  |            |            |
| Incheon Aeroporto    | -          | Seul       |
| Linea 2 Incheon      |            |            |
| Dokjeong             | -          | Geombawi   |